# Appeltje van Oranje
Het Appeltje van Oranje is een prijs die jaarlijks door het Oranje Fonds wordt toegekend aan drie bijzondere, innovatieve of succesvolle projecten op het gebied van maatschappelijk welzijn en sociale cohesie.
Het thema van de Appeltjes van Oranje 2022 is Kansengelijkheid voor álle jongeren waarin jongereninitiatieven meedingen naar het felbegeerde Appeltje.
De prijs, bestaand uit een oorkonde, een bronzen beeldje vervaardigd door toenmalig koningin Beatrix en een bedrag van 25.000 euro (voorheen 15.000 euro) wordt elk jaar in mei of juni door koningin Máxima, de beschermvrouwe van het Oranje Fonds, op Paleis Noordeinde (in lustrumjaren door koning Willem-Alexander) uitgereikt en is bedoeld als waardering voor het werk en de inzet van organisaties achter de winnende projecten en tevens als voorbeeld voor anderen om soortgelijke projecten te starten. In 2020 werden de Appeltjes van Oranje eenmalig online uitgereikt vanwege de coronapandemie die dat jaar uitbrak. Hierdoor was het dat jaar niet mogelijk om de prijzen fysiek uit te reiken.

## Ontwerp
Het bronzen beeld is speciaal ontworpen en gemaakt door toenmalig koningin Beatrix, niet naar het model van een appel, maar van een sinaasappel, vroeger vanwege de kleur oranjeappel genoemd. Die naam houdt ook verband met de Zuid-Franse stad Orange, de vroegere hoofdstad van het graafschap Orange en eeuwenlang (vanaf René van Chalon) erfelijk bezit van de Nassaus, later de Oranje-Nassaus. De stad was een centrum van handel in voedingsmiddelen, waaronder sinaasappelen.

## Edities
Sinds 2003 worden de Appeltjes van Oranje uitgereikt. Doorgaans wordt de uitreiking door beschermvrouwe prinses, nu koningin, Máxima gedaan, maar één keer, in 2007, door beschermheer (destijds nog) prins Willem-Alexander, omdat Máxima nog met zwangerschapsverlof was na de geboorte van prinses Ariane.

### 2003
Winnaars:
- Contactouderproject, Boxtel
- Multiculturele huiskamer De Brug, Amsterdam
- Multicultureel buurtfestival Tamtam, Leiden

De uitreiking was op 15 mei 2003.

### 2004: "Jongeren in de buurt"
Winnaars:
- Buurtpreventieproject "Meer met Sport", Roosendaal
- Huiswerkbegeleidingsproject "Stichting Witte Tulp", Haarlem
- Atletiekvereniging Continental Sport, Amsterdam-Zuidoost

De uitreiking was op 19 mei 2004.

### 2005''Slagvaardige vrouwen''
Winnaars:
- "Bezoekvrouwen" van Stichting TRAVERS, Zwolle
- "Vrouwen Informatie Punt" van Stichting Buurtwerk Alexander, Rotterdam
- "Vrouwenopvang" van Fundacion pa Hende Muhe den Dificultad, Aruba

De uitreiking was op 18 mei 2005.

### 2006''Samen in de buurt''
Winnaars:
- Stichting Fakonahof, Den Haag
- "Het Trefpunt" van Stichting Ruimte voor de Buurt, Utrecht
- Stichting Het Chrysantenveld, Geleen

De uitreiking was op 30 mei 2006.

### 2007: "Maatjesprojecten"
Winnaars:
- Stichting Exodus Nederland
- Vriendendienst Zeist e.o., Zeist
- Stichting Welzijn Helmond, Helmond

De uitreiking was op 15 mei 2007.

### 2008''Jongeren''
Winnaars:
- "JIP en JOP geven elkaar de hand" van Stichting Boy 4-Ever, Venlo
- "Van hangjongeren naar sportjongeren" van Voetbalvereniging O.S.M. ’75, Maarssen
- "Alfabetisering en basiseducatie" van Fundashon Pro Alfa, Curaçao

De uitreiking was op 23 mei 2008.

### 2009''Verbinden''
Winnaars:
- "Ruilwinkel" van Stichting Maatschappelijk Werk en Welzijn Oosterschelde regio, Goes
- "Levensboeken" van Stichting HOF Promotie Haags Vrijwilligerswerk, Den Haag
- "Ervaringsleer Centrum" van Stichting Project, Bonaire

De uitreiking was op 12 mei 2009.

### 2010: "Kracht van Sport"
Winnaars:
- Stichting Be Interactive, Amsterdam
- "Wereldkampioenschap van Eindhoven" van Stichting Kleurrijke Stad, Eindhoven
- Aminta Sprockel Challenger Little League, Curaçao

De uitreiking was op 21 mei 2010.

### 2011: "Kunst Beweegt"
Winnaars:
- "Shake it! Academy" van Projectbureau Whaa, Nijmegen
- "Zoet & Zout" van Stichting ZID Theater, Amsterdam
- "Jong geleerd, jong gebleven" van Woonzorgcentrum Oosterparkheem en Jeugdcircus Santelli, Groningen

De uitreiking was op 17 mei 2011.

### 2012: "Groen Groeit!"
Winnaars:
- "Samen Slimmer" van wijkboerderij Baalder in Hardenberg.
- "COOLzaad" van Stichting BuurtLAB uit Rotterdam.
- "Beheer Cultuurhistorische Perenboomrij" in Gasselternijveen.

De uitreiking was op 15 mei 2012.

### 2013: "Alle jaren tellen"
Winnaars:
- "Gluren bij de buren" van de stichting ZuidOostZorg in Oosterwolde
- "Stichting Jeugd Rode Kruis" in Willemstad op Curaçao
- De Generatietuin in Den Haag

De uitreiking was op 16 mei 2013.

### 2014 - "Samen meer"
Winnaars:
- AanZet (Stichting AanZet uit Leeuwarden)
- Buurtmarkt Breedeweg (Stichting Buurtmarkt Breedeweg uit Groesbeek)
- Meeleefgezin (Stichting MeeleefGezin uit Doorn)

De uitreiking was op 22 mei 2014.

### 2015: "Beter voor elkaar"
Winnaars:
- Voedselbank Plus (Stichting Voedsel Focus Amersfoort)
- Ondernemen in je eigen toekomst (Stichting New Dutch Connections, Utrecht)
- Fundashon Krusada, Bonaire

De uitreiking was op 21 mei 2015.

### 2016: "Samen zelf doen"
Winnaars:
- Gaveborg MFC Oostwold en omgeving (Oostwold)
- Dorpshuis Ons Genoegen (Nieuwer ter Aa)
- Gemeenschapscentrum De Pracht (Waalre)

De uitreiking was op 26 mei 2016.

### 2017: "Krachtige Kinderen"
Winnaars:
- Stichting Weekend Academie
- Stichting Buurtgezinnen.nl
- Ervaringsmaatjes van Stichting Informele Zorg Twente

De uitreiking was op 18 mei 2017.

### 2018: "Jong en sociaal ondernemend"
Winnaars:
- YETS Foundation uit Vlaardingen
- Buddy to Buddy uit Zutphen
- Excel Arts Academy uit Curaçao

De uitreiking door Koningin Máxima was op 6 juni 2018 op Paleis Noordeinde.

### 2019: "De kracht van samen; vrijwilligers doen mee(r)"
Winnaars: 
- Taal Doet Meer uit Utrecht
- ElanArt uit Gelderland
- Met je Hart een landelijke organisatie

De uitreiking was op 23 mei 2019.

### 2020: "Maatjes ben je samen"
Winnaars:
- Villa Pinedo uit Amsterdam
- Bedrijf & Samenleving uit Haarlem
- SOVEE  uit Amersfoort

De uitreiking was op 9 juli 2020. Koningin Máxima reikte de prijzen vanwege de Coronapandemie online uit.

### 2021: "Mentale kracht"
Dit jaar drie winnaars die zich inzetten voor psychisch kwetsbare mensen:
- Ixta Noa uit Arhnem (Grote Appel)
- Vriendendiensten uit Deventer
- Expertise Center Education Care Saba.

De uitreiking was op 1 juni 2021.

### 2022: "Kansengelijkheid voor álle jongeren"
Winnaars:
- Young Leaders Community uit Den Haag
- JongPIT uit Amsterdam
- Triple ThreaT uit Haarlem (Grote Appel)

De uitreiking was op 12 mei 2022.

### 2023: "Bruggenbouwers in de Buurt"
Winnaars:
- Stichting Repair Café Teylingen uit Sassenheim (Grote Appel)
- Stichting Haagse Vaders uit Den Haag
- Stichting Ik Wil uit Eindhoven

De uitreiking was op 4 oktober 2023.

### 2024: "Eenzaamheid verminder je samen!"
Winnaars: 
- Stichting Join Us uit Den Bosch
- Stichting Al Amal uit Utrecht
- Fundacion Movemiento ta Bida uit Aruba (Grote Appel)

De uitreiking was op 3 oktober 2024.